# تپه شهر سوخته ۶۱
تپه شهر سوخته ۶۱ مربوط به هزاره ۴ و ۳ قبل از میلاد است و در شهرستان زابل، روستای لوتک واقع شده و این اثر در تاریخ ۳۰ تیر ۱۳۸۴ با شمارهٔ ثبت ۱۲۲۲۵ به‌عنوان یکی از آثار ملی ایران به ثبت رسیده است.